# Атомна блондинка
«Атомна блондинка» (англ. Atomic Blonde) — американський шпигунський трилер режисера Девіда Літча, що вийшов 2017 року. Стрічка створена на основі графічного роману «The Coldest City» і розповідає про шпигунку, яка має знайти надважливе досьє. У головних ролях Шарліз Терон, Джеймс Мак-Евой, Джон Гудмен.
Вперше фільм продемонстрували 12 березня 2017 року у США на кінофестивалі «На Південь через Південний захід», а в Україні у широкому кінопрокаті показ розпочався 27 липня 2017.
У квітні 2020 року з’явилася інформація про сиквел фільму, який має вийти на Netflix, згодом інформацію підтвердили режисер Девід Літч та акторка Шарліз Терон.

## Сюжет
У 1989 році, напередодні падіння Берлінського муру і другої наддержави світу, агент MI6 Джеймс Гаскойн був убитий агентом КДБ Юрієм Бахтіним. Він украв наручний годинник із прихованим мікрофільмом, який містить дані на кожного активного агента. Десять днів потому Лоррейн Бротон, суперагент MI6, отримує інструктаж у керівника MI6 Еріка Грея та агента ЦРУ Еммета Курцфельда про її місію до Берліна.
Лоррейн вирушає до Берліна, щоби знайти викрадений список агентів. Коли вона прибуває, її відразу беруть в заручники агенти КДБ. Убивши їх, Лоррейн зустрічається з берлінським напарником, агентом Девідом Персівалем. Не довіряючи нікому, Лоррейн обшукує квартиру Гаскойна, знаходить фото його з Персівалем, але по неї прибуває східнонімецька поліція. Персіваль знав, що вона їде в квартиру, і вона починає підозрювати його. Лоррейн також зустрічає Дельфіну Лассалле, наївну французьку агентессу, яка стежила за нею від прильоту, і вступає з нею в контакт.
Тим часом Бахтін повідомляє про свій намір продати досьє тому, хто запропонує найвищу ціну. Персіваль вбиває Бахтіна і забирає досьє собі. Вивчаючи список, він знаходить імʼя подвійного агента Сатчел. Потім він зустрічається з Бремовичем, щоб організувати передачу досьє, в той час як Дельфіна таємно їх фотографує. Персіваль приховує від Лоррейн, що має список, але пропонує доставити перебіжчика, який украв і запам'ятав це досьє, офіцера Штазі під кодовим ім'ям «Бінокль» і його сім'ю через кордон із Західним Берліном. Однак він обманює всіх, і попри зусилля Лоррейн, «Бінокль» гине. Персіваль вирушає до квартири Ласалле і вбиває її, бо вона знала про його звʼязки з КДБ. Лоррейн приходить занадто пізно, але виявляє фотографії, зроблені Ласалле, які це доводять. Коли Персіваль спалює своє помешкання й намагається втекти, Лоррейн вистежує його, вбиває і забирає досьє.
Пізніше Лоррейн виступає перед MI6 з фотографіями та змонтованими аудіозаписами, які викривають Персіваля як зрадника, і каже, що не знає поточне місцезнаходження досьє, змушуючи агентство закрити справу. Три дні потому вона зустрічається з Бремовичем в Парижі, він називає її Сатчел. Лоррейн передає йому годинник, але Бремович готується її вбити. Вона вбиває його поплічників і розповідає, що це вона маніпулювала подіями з самого початку, і що все йшло саме за її планом. Лоррейн убиває Бремовича, зустрічається з Курцфельдом і повертається з ним до Ленглі.

## У ролях
| Актор             | Персонаж                             | Роль                              |
| ----------------- | ------------------------------------ | --------------------------------- |
| Шарліз Терон      | Лоррейн Бротон                       | агентка МІ6                       |
| Джеймс Мак-Евой   | Девід Персіваль                      | агент під прикриттям              |
| Джон Гудмен       | Еммет Курцфельд                      | агент ЦРУ                         |
| Тіль Швайґер      | Годинникар                           | союзник МІ6                       |
| Едді Марсан       | Бінокль (в оригіналі Підзорна Труба) | офіцер Штазі                      |
| Софія Бутелла     | Дельфіна Лассалле                    | французька агентка під прикриттям |
| Роланд Меллер     | Олександр Бремович                   | агент КДБ                         |
| Тобі Джонс        | Ерік Грей                            | куратор Лоррейн у МІ6             |
| Білл Скашгорд     | Меркель                              | помічник Лоррейн                  |
| Даніель Бернгардт |                                      | поплічник Бремовича               |

## Створення фільму

### Знімальна група
- Кінорежисер — Девід Лайч
- Сценарист — Курт Джонстед
- Кінопродюсери — Ей-Джей Дікс, Ерік Джиттер, Бет Коно, Келлі Маккормік, Пітер Шверін, Шарліз Терон
- Виконавчі продюсери — Девід Гіллод, Курт Джонстад, Нік Меєр, Джефф Морроне, Джо Ноземек, Стівен В. Скавеллі, Марк Шаберг, Ітан Сміт, Фредрік Цандер
- Композитор — Тайлер Бейтс
- Кінооператор — Джонатан Села
- Кіномонтаж — Елізабет Роналдсдоттір
- Підбір акторів — Марісол Ронкалі, Мері Верньє
- Художник-постановник — Девід Шейнеман
- Артдиректори — Жужа Кісмарті-Лехнер, Тібор Лазар, Вольфганг Метшен
- Художник по костюмах — Сінді Еванс[8].

### Виробництво
Знімання фільму розпочалося 22 листопада 2015 року.

## Сприйняття

### Оцінки і критика
Від кінокритиків фільм отримав схвальні відгуки: Rotten Tomatoes дав оцінку 75 % на основі 223 відгуків від критиків (середня оцінка 6,4/10). Загалом на сайті фільм має схвальні оцінки, фільму зарахований «стиглий помідор» від фахівців, Metacritic — 63/100 на основі 49 відгуків критиків. Загалом на цьому ресурсі від фахівців фільм отримав схвальні відгуки.
Від пересічних глядачів фільм теж отримав схвальні відгуки: на Rotten Tomatoes 67 % зі середньою оцінкою 3,6/5 (24 841 голос), фільму зарахований «попкорн», на Metacritic — 6,5/10 на основі 132 голоси, Internet Movie Database — 7,1/10 (24 322 голоси).
Українська кінокритик Надія Заварова у своїй рецензії на фільм написала, що «Дивитися картину — одне задоволення: ніби заснув, відчув всю красу і виразність абсолютно алогічного, але такого яскравого сну і не хочеш прокидатися. Все-таки, коли образ перемагає сюжет, народжується щось вкрай цікаве та примітне: «Атомна блондинка» — це не фільм, знятий без сценарію, це стрічка, створена всупереч сценарію».
Оксана Грушанська на ресурсі «Moviegram» написала: «...час від часу складається враження, мовби фільм не дійшов спільного знаменника із самим собою... Втім, навіть Берлін 89-го досі розділений навпіл стіною – чому б, наслідуючи атмосферне місце дії, не подвоїтися і самій історії?».
Максим Івануха на сайті Еспресо TV написав, що «„Атомна блондинка“ — це наскрізь пусте кіно, під час якого потрібно відпустити мозок, інакше можна передчасно покинути глядацький зал у пошуках хоча б якогось сенсу».

### Касові збори
Під час показу в Україні, що розпочався 27 липня 2017 року, протягом першого тижня на фільм було продано 80 191 квиток, фільм був показаний на 272 екранах і зібрав 6 808 076 ₴, або ж $262 556, що на той час дозволило йому зайняти 1 місце серед усіх прем'єр.
Під час показу у США, що розпочався 28 липня 2017 року, протягом першого тижня фільм був показаний у 3 304 кінотеатрах і зібрав $18 554 000, що на той час дозволило йому зайняти 4 місце серед усіх прем'єр. Станом на 6 серпня 2017 року показ фільму триває 21 день (3 тижні), зібравши у прокаті в США 44 978 855 доларів США, а урешті світу $18 797 831  (за іншими даними $18 869 106), тобто загалом 63 776 686 $ (за іншими даними $63 847 961) при бюджеті 30 млн доларів США.

### Нагороди та номінації
Стрічка отримала 4 номінації, з яких перемогла у 3-ох
| Деякі нагороди і номінації фільму «Атомна блондинка» | Деякі нагороди і номінації фільму «Атомна блондинка»          | Деякі нагороди і номінації фільму «Атомна блондинка» | Деякі нагороди і номінації фільму «Атомна блондинка» | Деякі нагороди і номінації фільму «Атомна блондинка» | Деякі нагороди і номінації фільму «Атомна блондинка» |
| Рік                                                  | Кінопремія / Кінофестиваль                                    | Категорія / Нагорода                                 | Номінант                                             | Результат                                            | Дж                                                   |
| ---------------------------------------------------- | ------------------------------------------------------------- | ---------------------------------------------------- | ---------------------------------------------------- | ---------------------------------------------------- | ---------------------------------------------------- |
| 2017                                                 | 18-та церемонія вручення нагород кінопремії «Золотий трейлер» | Найкращий блокбастер літа 2017                       | Universal, Focus, AV Squad                           | Перемога                                             | [ 19 ]                                               |
| 2017                                                 | 18-та церемонія вручення нагород кінопремії «Золотий трейлер» | Найкращий постер фільму                              | Universal, Focus, AV Squad                           | Перемога                                             | [ 19 ]                                               |
| 2017                                                 | 18-та церемонія вручення нагород кінопремії «Золотий трейлер» | Найкращий звуковий монтаж                            | Universal, Focus, AV Squad                           | Перемога                                             | [ 19 ]                                               |

## Музика
Музику до фільму «Атомна блондинка» написав Тайлер Бейтс, саундтрек вийшов 28 липня 2017 року налейблі «Backlot Music».
| Список треків | Список треків                       | Список треків                                                  | Список треків                 | Список треків |
| #             | Назва                               | Автор                                                          | Виконавець                    | Тривалість    |
| ------------- | ----------------------------------- | -------------------------------------------------------------- | ----------------------------- | ------------- |
| 1.            | «Cat People (Putting Out the Fire)» | Девід Бові / Джорджо Мородер                                   | Девід Бові                    | 6:43          |
| 2.            | «Major Tom (Völlig Losgelöst)»      | Pierre Schilling                                               | Peter Schilling               | 4:58          |
| 3.            | «Blue Monday»                       | Gillian Gilbert / Peter Hook / Stephen Morris / Bernard Sumner | HEALTH                        | 4:46          |
| 4.            | «C*cks*cker»                        | Тайлер Бейтс                                                   | Тайлер Бейтс                  | 1:47          |
| 5.            | «99 Luftballons»                    | Joern Fahrenkrog-Petersen / Carlo Karges                       | Nena                          | 3:51          |
| 6.            | «Father Figure»                     | Джордж Майкл                                                   | Джордж Майкл                  | 5:37          |
| 7.            | «Der Kommissar»                     | Falco / Johann Hölzel / Robert Ponger                          | After the Fire                | 5:40          |
| 8.            | «Cities in Dust»                    | Susan Janet Ballion / Peter Edward Clarke / Steven Severin     | Siouxsie and the Banshees     | 4:03          |
| 9.            | «The Politics of Dancing»           | Paul Fishman                                                   | Re-Flex                       | 3:56          |
| 10.           | «Stigmata»                          | Al Jourgensen                                                  | Тайлер Бейтс / Мерилін Менсон | 5:36          |
| 11.           | «Demonstration»                     | Тайлер Бейтс                                                   | Тайлер Бейтс                  | 3:44          |
| 12.           | «I Ran (So Far Away)»               | Francis Maudsley / Paul Reynolds / Ali Score / Michael Score   | A Flock of Seagulls           | 5:05          |
| 13.           | «99 Luftballons»                    | Joern Fahrenkrog-Petersen / Carlo Karges                       | Kaleida                       | 3:52          |
| 14.           | «Voices Carry»                      | Michael Hausman / Robert Holmes / Aimee Mann / Joe Pesce       | 'Til Tuesday                  | 4:18          |
| 15.           | «London Calling»                    | Topper Headon / Mick Jones / Paul Simonon / Joe Strummer       | The Clash                     | 3:19          |
| 16.           | «Finding the UHF Device»            | Тайлер Бейтс                                                   | Тайлер Бейтс                  | 2:48          |
| 1:10:03       |                                     |                                                                |                               |               |

## Цікаві факти
- Кінострічка «Атомна блондинка» заснована на графічній новелі Ентоні Джонстона «Найхолодніше місто» (2012).
- Фільм став першим самостійним проєктом режисера і каскадера Девіда Лейтча, що виступав раніше другим постановником «Джона Віка» (2014).
- Стрічка увійшла до програми кінофестивалю «На південь через південний захід» — 2017.
- Шарліз Терон пройшла інтенсивну фізичну підготовку, готуючись до ролі, у чому їй допомагали вісім персональних тренерів, а також Кіану Рівз, який у той час готувався до знімання «Джона Уіка 2» (2017).
- Ще до того, як були зняті усі епізоди з його участю, Джеймс Мак-Евой зламав руку на зніманні іншого фільму, що значно ускладнило участь актора в екшн-сценах.
- Шарліз Терон зламала два зуба на знімальному майданчику.
- У якості продюсера Терон займалася розробкою проєкту впродовж п'яти років.
- Джеймс Мак-Евой і Тобі Джонс раніше знімались у фільмах Marvel, Мак-Евой в ролі професора Чарльза Ксав'єра з франшизи про Людей Ікс, а Джонс — Арніма Золи зі всесвіту Месників.
- Знімальний процес проходив у Будапешті і Берліні.[23]